# Số Liouville
Trong lý thuyết số, một số Liouville là một số thực x với tính chất rằng, với mọi số nguyên dương n, tồn tại các số nguyên p và q với q > 1 và sao cho
{\displaystyle 0<\left|x-{\frac {p}{q}}\right|<{\frac {1}{q^{n}}}.}
Một số Liouville do đó có thể xấp xỉ rất sát bởi một dãy số hữu tỉ. Năm 1844, Joseph Liouville chỉ ra rằng tất cả các số Liouville là số siêu việt, nhờ đó đã thiết lập lần đầu tiên sự tồn tại của các số siêu việt. Một trong các số Liouville được sử dụng nhiều là hằng số Liouville.